# L'Alzinar (Serra de Ramonic)
L'Alzinar és un bosc d'alzines del terme municipal de Conca de Dalt, a l'antic terme de Toralla i Serradell, al Pallars Jussà, en territori que havia estat del poble de Torallola.
Està situat al nord de Torallola, al vessant meridional de la Serra de Ramonic. És al nord-est de Les Ginebres, a migdia de lo Rebollar, al nord de la Roca del Carant i al nord-oest del Vedat del Mestre, a l'esquerra del barranc de Pumanyons.